# Harrier Combat Simulator
Harrier Combat Simulator is een videospel voor diverse platforms. Het spel werd uitgebracht in 1986. In het spel kan de speler een Harrier besturen. De speler moet leren het toestel en de wapens te besturen. De meeste missies vinden plaats in Grenada.

## Platforms
| Jaar | Platform                |
| ---- | ----------------------- |
| 1987 | Commodore 64, PC Booter |
| 1988 | Amiga, Atari ST         |

## Ontvangst
| Beoordeeld door                | Jaar | Platform  | Score |
| ------------------------------ | ---- | --------- | ----- |
| Computer Gaming World (CGW)    | 1991 | PC Booter | 40%   |
| ASM (Aktueller Software Markt) | 1990 | Amiga     | 33%   |